# Pediasia serraticornis
Pediasia serraticornis is een vlinder uit de familie grasmotten (Crambidae). De wetenschappelijke naam is voor het eerst geldig gepubliceerd in 1900 door Hampson.
De soort komt voor in Europa.